# Utzenhain

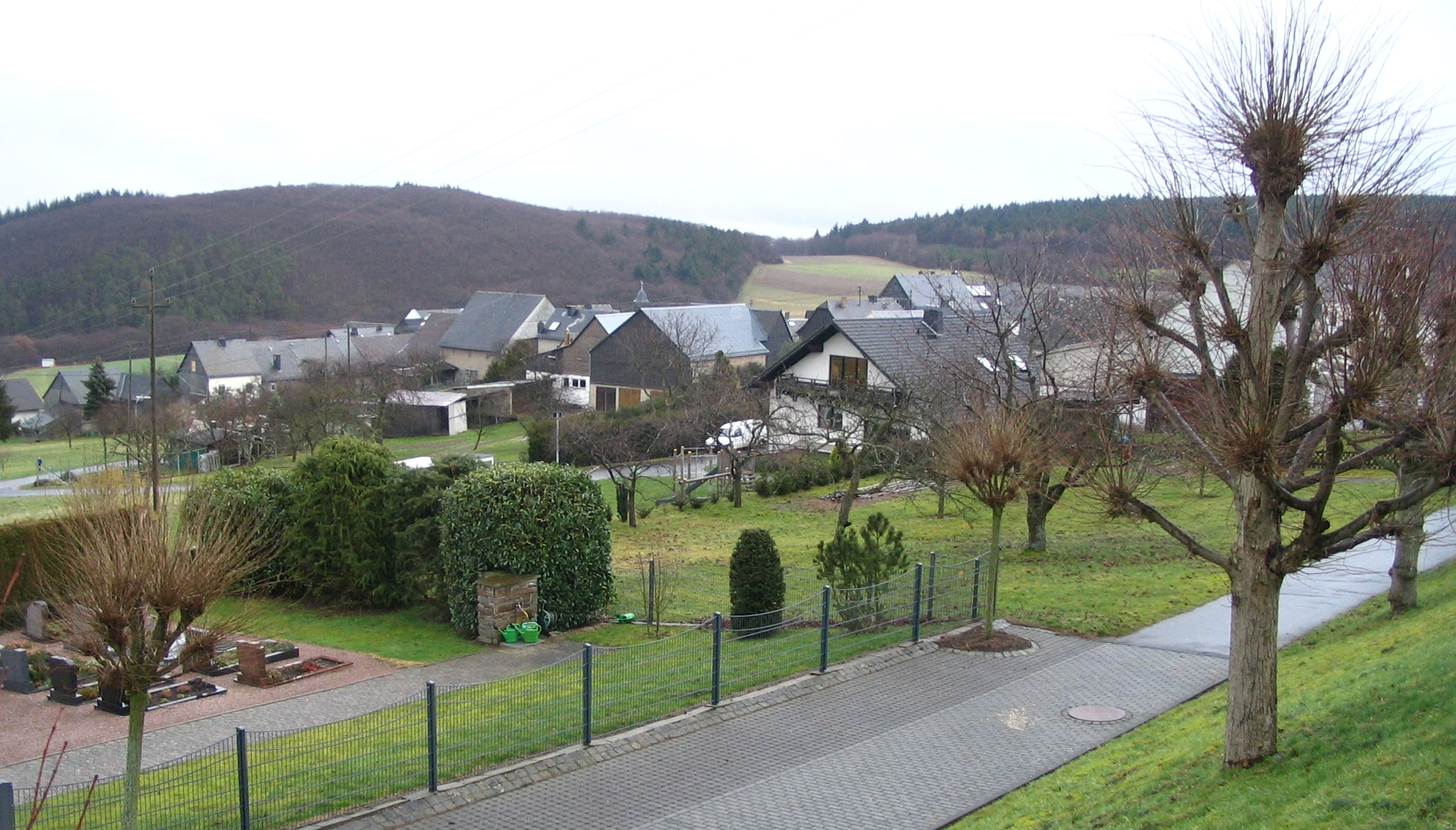
Utzenhain liegt in einer Hanglage

Utzenhain ist eine Ortsgemeinde im Rhein-Hunsrück-Kreis in Rheinland-Pfalz. Sie gehört der Verbandsgemeinde Hunsrück-Mittelrhein an.

## Geographie
Utzenhain liegt in einer Hangfläche im Osten des Hunsrücks, zwischen dem Mittelrheintal und der Bundesautobahn 61. Nördlich des Ortes verläuft der Gründelbach.

## Geschichte
Der Ort ist wohl Anfang des 14. Jahrhunderts entstanden. Mit der Besetzung des Linken Rheinufers 1794 durch französische Revolutionstruppen wurde Utzenhain französisch, 1815 wurde der Ort auf dem Wiener Kongress dem Königreich Preußen zugeordnet. Nach dem Ersten Weltkrieg zeitweise französisch besetzt, ist der Ort seit 1946 Teil des damals neu gebildeten Landes Rheinland-Pfalz.

## Politik

### Gemeinderat
Der Gemeinderat in Utzenhain besteht aus sechs Ratsmitgliedern, die bei der Kommunalwahl am 9. Juni 2024 in einer Mehrheitswahl gewählt wurden, und dem ehrenamtlichen Ortsbürgermeister als Vorsitzendem.

### Bürgermeister
Volker Theiß wurde am 11. Juli 2024 Ortsbürgermeister von Utzenhain. Da für die Direktwahl am 9. Juni 2024 kein Wahlvorschlag eingereicht wurde, oblag die Neuwahl gemäß rheinland-pfälzischer Gemeindeordnung dem Rat, der sich für Volker Theiß entschied.
Der Vorgänger von Volker Theiß, Marco Brück, wurde zuletzt bei der Direktwahl am 26. Mai 2019 mit einem Stimmenanteil von 82,50 % in seinem Amt bestätigt und kandidierte bei der Wahl 2024 nicht erneut als Ortsbürgermeister.

### Wappen
| Wappen von Utzenhain | Blasonierung: „Schild von Gold und Blau geteilt. Oben auf dem goldenen Grund ein dem Betrachter zugewandter roter Löwe, blau bewehrt, mit blauer Zunge und blauer Krone. Unten auf dem blauen Grund ein Fruchtstand und zwei Blätter der Hainbuche in Silber.“ |
| Wappen von Utzenhain | |

## Sehenswürdigkeiten
- alter Glockenturm
- erneuerter Dorfplatz
- alte Mühle

Siehe auch: Liste der Kulturdenkmäler in Utzenhain